# Solenopsis zeteki
Solenopsis zeteki es una especie de hormiga del género Solenopsis, subfamilia Myrmicinae.

## Distribución
Esta especie se encuentra en Colombia, Costa Rica, México, Panamá, Puerto Rico y los Estados Unidos.